# Progomphus fassli
Progomphus fassli är en trollsländeart som beskrevs av Jean Belle 1973. Progomphus fassli ingår i släktet Progomphus och familjen flodtrollsländor. Inga underarter finns listade i Catalogue of Life.